# Wszystko albo nic (film 1988)
Wszystko albo nic (ang. Stand and Deliver) – amerykański film obyczajowy z 1988 roku w reżyserii Ramóna Menéndeza. Zdjęcia kręcono w Los Angeles.

## Opis fabuły
1982 rok. Jamie Escalante – nauczyciel rzuca swoją posadę w biznesie elektronicznym i podejmuje pracę w swoim zawodzie w Garfield High School, ucząc matematyki. Znajduje się ona w zaniedbanej i niebezpiecznej dzielnicy Los Angeles. Uczy się tam trudna młodzież. Mimo oporów z ich strony, Jamie nie poddaje się. Potrafi znaleźć z uczniami wspólny język i przekonać ich do nauki.

## Główne role
- Mark Eliot - Tito
- Edward James Olmos - Jaime A. Escalante
- Estelle Harris - Estelle
- Will Gotay - Pancho
- Patrick Baca - Javier Perales
- Ingrid Oliu - Guadalupe Lupe Escobar
- Carmen Argenziano - Pan Molina - dyrektor Garfield High
- Lou Diamond Phillips - Angel Guzman

i inni

## Nagrody i nominacje
Oscary za rok 1988
- Najlepszy aktor - Edward James Olmos (nominacja)

Złote Globy 1988
- Najlepszy aktor dramatyczny - Edward James Olmos (nominacja)
- Najlepszy aktor drugoplanowy - Lou Diamond Phillips (nominacja)